# I sette navigatori dello spazio
I sette navigatori dello spazio (Планета Бурь - Planeta bur), conosciuto anche come Il pianeta delle tempeste, è un film del 1962 diretto da Pavel Klušancev e adattato dal romanzo scritto da Aleksandr Kazancev.
È considerato un classico del cinema di fantascienza.
Roger Corman, che ne acquistò i diritti di distribuzione per gli Stati Uniti, utilizzò le sequenze del film per produrre altre pellicole, quali Voyage to the Prehistoric Planet (1965) e Voyage to the Planet of Prehistoric Women (1968).

## Trama
Tre navi spaziali sovietiche, Sirius, Vega e Aldebaran, sono in viaggio verso il pianeta Venere. La Aldebaran viene colpita da un meteorite e distrutta. Le restanti due navi, la Sirius e la Vega, proseguono il viaggio, ma la missione prevista richiede tre navi. Viene allora inviata dalla Terra un'altra astronave, la Arturo, che però non potrà arrivare prima di due mesi. I cosmonauti a bordo di Sirius e Vega decidono che intraprendere uno sbarco e l'esplorazione del pianeta è preferibile che stare ad aspettare.
Ivan e Kern scendono dalla Vega in aliante, lasciando la cosmonauta Masha ad attenderli in orbita. Sono costretti ad atterrare in una palude, poi ogni contatto si interrompe. La Sirius atterra all'incirca nelle vicinanze e sbarca un equipaggio di tre uomini con un mezzo anfibio per trovarli. Durante il loro tragitto, odono in lontananza il canto di una donna misteriosa e incontrano animali preistorici, alcuni pacifici altri aggressivi. Ivan e Kern, nel frattempo, hanno dovuto combattere alcuni predatori simili a tirannosauri a grandezza d'uomo e si sono diretti a incontrare gli uomini della Sirio, ma si ammalano e accusano sintomi di febbre.
Il loro robot, chiamato John, rimane a fare la guardia. L'equipaggio della Sirius è costretto a immergere il veicolo anfibio per sfuggire a uno pterodattilo. In tal modo, i cosmonauti scoprono quella che doveva essere un'antica città. Alexy rinviene una strana roccia triangolare ed essi trovano anche una statua di uno pterodattilo con rubini al posto degli occhi. Una volta giunto sulla terraferma, l'equipaggio della Sirius contatta il robot e gli ordina di somministrare un farmaco antifebbrile. Ivan e Kern lo raggiungono proprio mentre un vulcano erutta fiumi di lava. Ordinano a John di farli attraversare, ma a metà strada il robot rimane vittima del programmato istinto di conservazione, impazzendo.
Il mezzo anfibio si presenta giusto in tempo per salvarli. Il robot rimane distrutto nella lava. Tutti e cinque cercano di fare ritorno alla Sirius, ma temono che Mary possa avere fatto atterrare la Vega da qualche parte, condannandoli a rimanere sul pianeta. Un terremoto e un'alluvione dovuta alla pioggia torrenziale compromettono la stabilità della Sirius, quindi hanno bisogno di andarsene immediatamente. Alexey scopre che la sua strana roccia triangolare è in realtà una scultura dal volto di donna, il che dimostra che ci potrebbe essere ancora vita intelligente su Venere. I superstiti decollano, dopo aver scoperto che Mary è rimasta in orbita, seppur modificata. Si dirigono, infine insieme, verso casa.

## Distribuzione

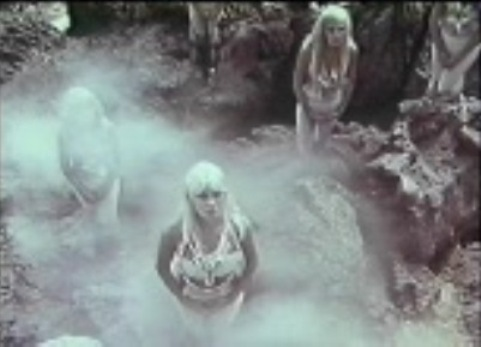
Scena dal film Voyage to the Planet of Prehistoric Women (1968)

Roger Corman acquistò i diritti di distribuzione del film per gli Stati Uniti e ne utilizzò le sequenze per produrre altre due pellicole.
Nel 1965 Curtis Harrington aggiunse numerose scene girate negli Stati Uniti, interpretate da Basil Rathbone e Faith Domergue e distribuì la pellicola doppiata che ne risultava col titolo Voyage to the Prehistoric Planet. Dal momento che vennero rimossi tutti gli accrediti, gli attori sovietici furono accreditati con nomi non russi (Gennadij Vernov come Robert Chantal, Georgij Žžёnov come Kurt Boden), o non furono affatto citati.
Nel 1968 il regista debuttante Peter Bogdanovich (con lo pseudonimo di Derek Thomas) aggiunse varie nuove scene che vedevano Mamie Van Doren e numerose altre donne attraenti in bikini di conchiglie, distribuendo il film come Voyage to the Planet of Prehistoric Women (in questo caso accreditando anche gli attori sovietici del film originale); tra le scene furono anche inserite delle sequenze tratte da un altro film sovietico di fantascienza, Stazione spaziale K9 (Небо зовет - Nebo zovet) di Michail Karyukov (che fu a sua volta rieditato allo stesso modo dal giovane Francis Ford Coppola come Battle Beyond the Sun). Questa versione è essenzialmente la storia del primo film, rinarrata con il punto di vista parallelo delle donne telepatiche la cui divinità (uno pterodattilo) viene ucciso dagli uomini provenienti dalla Terra. Vi è un ironico colpo di scena alla fine quando le donne trovano un nuovo dio.
Entrambi i film statunitensi sono entrati nel pubblico dominio.

## Accoglienza

### Critica
(Fantafilm)